# اوجاهورسنت
اوجاهورسِنِت از مردان بانفوذ و پزشک دربار مصر باستان در پایان دودمان بیست و ششم و آغاز دودمان بیست و هفتم مصر بود. اوجاهورسنت یا اوجاهوررسنه خدمتگزار نیث، ایزدبانوی سائیس، در دلتای غربی بود. او ایزدبانوی شکار و جنگ و معشوقهٔ تیر و کمان بود. ایرانیان به اوجاهورسنت به عنوان رئیس پزشکان اجازه دادند که مدرسه‌های پزشکی در سائیس و سرتاسر مصر بازگشایی کند. یکی از مسؤلیت‌های اوجاهورسنت در خدمت به فرعون جدید مصر کمبوجیهٔ دوم، اجرای تشریفاتی رسمی بود که به موجب آن عنوانِ افتخاری مسوتر، «فرزند رع»، برای تأکید بر مشروعیت کمبوجیه در مقام فرمانروای مصر به او اعطا شد.
از او تندیسی همراه با کتیبه پیداشده که اکنون در موزهٔ واتیکان نگهداری می‌شود. اوجاهورسنت در بخشی از این کتیبه از کمبوجیهٔ دوم با عنوان‌ها و صفت‌هایی همچون «آورندهٔ نظم»، «پاسدار آیین‌های مردمی و دینی» و «بری از خشونت» یاد می‌کند.